# Lis Groes

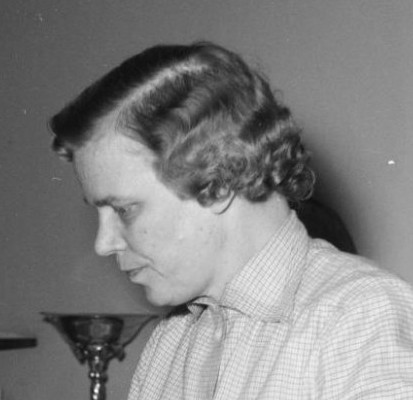
Lis Groes (1954)

Anne Lisbeth „Lis“ Groes (* 2. November 1910 in Kopenhagen; † 12. März 1974) war eine dänische Politikerin der Sozialdemokraten (Socialdemokraterne), die unter anderem zwischen 1953 und 1957 Ministerin für Handel, Industrie und Schifffahrt sowie von 1960 bis 1971 Mitglied des Parlaments (Folketing) war. Sie war ferner zwischen 1958 und 1964 Vorsitzende des Dänischen Frauenverbandes DK (Dansk Kvindesamfund) sowie von 1964 bis 1967 Vertreterin des Folketing im Grönlandrat (Grønlandsrådet).

## Leben
Anne Lisbeth „Lis“ Groes, Tochter der Schulinspektorin Signe Andrea Tørsleff, begann nach dem Besuch der Haderslev Katedralskole 1928 ein Studium der Wirtschaftswissenschaften an der Universität Kopenhagen, welches sie 1935 als Candidata politices (Cand. polit.) beendete. Während des Studiums engagierte sie sich zwischen 1931 und 1932 als Vorsitzende des Studentenrates der Universität Kopenhagen und arbeitete nach Abschluss des kurzzeitig von 1935 bis 1937 als Sekretärin am Invalidenversicherungsgericht (Invalideforsikringsretten). 1936 heiratete sie Ebbe Groes, de Generalsekretär des Verbandes der dänischen Verbraucherverbände FDB (Fællesforeningen for Danmarks Brugsforeninger). Sie hatten neun Kindern, darunter die sozialdemokratische Politikerin Mette Groes (1937–2014), die zwischen 1977 und 1987 ebenfalls Mitglied des Folketing sowie von 1979 bis 1980 Mitglied des Europäischen Parlaments war. Nach der Hochzeit war sie überwiegend als Hausfrau tätig und engagierte sich in der Frauen- und Jugendarbeit. Sie fungierte zwischen 1940 und 1943 als Vorsitzende des Kopenhagener Jugendkreises des Dänischen Frauenverbandes sowie ab 1943 als Mitglied des Hauptvorstandes des Dänischen Frauenverbandes DK (Dansk Kvindesamfund). Nach dem Ende der deutschen Besetzung Dänemarks im Zweiten Weltkrieg wurde sie 1947 Mitglied des Ausschusses für Mutterschaftshilfe des Innenministeriums und von 1950 bis 1953 Mitglied der vom Handelsministerium eingesetzten Qualitätsdeklarationskommission. Daneben war sie von 1951 bis 1957 Vorstandsmitglied des Verbandes für Volkswirtschaft (Nationaløkonomisk Forening).
Am 30. September 1953 wurde Lis Groes in der Regierung Hedtoft II Ministerin für Handel, Industrie und Schifffahrt (Minister for handel, industri og søfart). Nach dem Tode von Ministerpräsident Hans Hedtoft am 29. Januar 1955 bekleidete sie das Amt vom 29. Januar 1955 bis zum 28. Mai 1957 auch in der Regierung Hansen I. Sie zählte mit Jens Otto Krag, Jørgen Paldam, Per Hækkerup und Henning Friis zu einer Gruppe sozialdemokratischer Ökonomen, die in den 1950/60er Jahren den Ausbau des Wohlfahrtsstaates vorantrieben.
Bei der Folketingswahl 1957 kandidierte sie ohne Erfolg für die Sozialdemokraten im Wahlkreis Gentoftekredsen. Als Nachfolgerin von Karen Rasmussen übernahm sie 1958 die Funktion als Vorsitzende des Dänischen Frauenverbandes DK (Dansk Kvindesamfund) und bekleidete diese bis 1964, woraufhin Inger Wilfred Jensen ihre Nachfolge antrat. Zugleich war sie seit 1958 Vorstandsvorsitzende der Berufsschule für Hausassistenten (Husassistenternes Fagskole) und wurde 1958 Mitglied des Finanzausschusses für Kinderfürsorge und 1959 des vom Handelsministerium eingerichteten Milchpreis-Berufungsgremiums sowie des Ausschusses zur Revision des Wettbewerbsgesetzes. Am 10. Januar 1970 wurde sie erstmals Mitglied des Parlaments (Folketing) als sie das Mandats des am 9. Januar 1960 verstorbenen Lokführers Emil Francke übernahm. Sie vertrat im Folketing bis zum 21. September 1971 den Wahlkreis Københavns Amtskreds. Daneben war sie von 1964 bis 1967 Vertreterin des Folketing im Grönlandrat (Grønlandsrådet), ein politisches Gremium mit dänischer und grönländischer Beteiligung, das für die Beratung bezüglich der Entwicklung Grönlands zuständig war. Des Weiteren wurde sie 1965 Mitglied des Aufsichtsrates der Staatlichen Kunststiftung (Statens Kunstfond).

## Veröffentlichungen
Sie war 1948 Herausgeberin des Grundbuchs Familien og samfundet (dt. „Familie und Gesellschaft“) der Staatlichen Rundfunkgesellschaft (Statsradiofonien) und Hauptherausgeber von vier Einkaufsbroschüren für den Verbraucherrat der dänischen Hausfrauen (Danske Husmødres Forbrugerråd). In deutscher Sprache erschien Konsumentenerziehung. Ein aktuelles Problem der Volkswirtschaft. Referat auf der 6. genossenschaftlichen Frauenkonferenz in Wien am 15. November 1957.